# Paroisse de Saint-Tammany
La paroisse de Saint-Tammany (anglais : Saint Tammany Parish) est située dans l'État américain de la Louisiane. Son siège est à Covington. Selon le recensement de 2020, sa population est de 264 570 habitants. Elle a une superficie de 2 212 km² de terre émergée et 699 km² d’eau.   
La paroisse est enclavée entre la paroisse de Washington au nord, le comté de Pearl River dans l'État du Mississippi au nord-est, le Comté de Hancock (Mississippi) à l'est, la paroisse d'Orléans au sud et au sud-est, la paroisse de Jefferson au sud-ouest et la paroisse de Tangipahoa à l'ouest. Le Lac Pontchartrain est au sud de la paroisse.  

## Histoire
En 1699, Pierre Le Moyne d'Iberville, fut le premier explorateur à visiter cette région du Mississippi. Durant son expédition autour du lac Pontchartrain et du lac Maurepas, il nota dans son journal, que l'endroit était le plus beau qu'il n'avait jamais vu.
Cette région était habitée par de nombreuses tribus d'Amérindiens, parmi lesquelles, les Colapissas, Bayou Goulas, Chicachas, Biloxi, Chactas et Pensacola.
En 1810, après la vente de la Louisiane par Napoléon Ier, le président James Madison réclame l'Ouest du territoire de Floride comme faisant partie de l'ancienne Louisiane française. James Madison envoie William C. C. Claiborne, premier gouverneur de la Louisiane américaine, réclamer officiellement le rattachement de ces territoires pris par les Espagnols et annexés à la Floride espagnole. Une fois ce territoire rattaché à la Louisiane, Clairborne créa la paroisse de Saint-Tammany en mémoire du chef Delaware, Tamanend (1628-1698), surnommé "l'Affable", qui fut un grand chef amérindien, pacifique, tolérant et juste.
Parmi les neuf paroisses louisianaises nommées "Saint...", Saint-Tammany et la seule dont le patronyme n'est pas un véritable saint chrétien. Tamanend ne fut jamais chrétien, ni catholique, ni protestant. En fait, Tamanend devint après sa mort, une sorte de Saint patron américain, notamment après la Guerre d'indépendance des États-Unis.

## Démographie
| Groupe                           | Paroisse de Saint-Tammany | Louisiane | États-Unis |
| -------------------------------- | ------------------------- | --------- | ---------- |
| Blancs                           | 83,6                      | 62,6      | 72,4       |
| Afro-Américains                  | 11,4                      | 32,0      | 12,6       |
| Métis                            | 1,9                       | 1,6       | 2,9        |
| Autres                           | 1,4                       | 1,6       | 6,4        |
| Asiatiques                       | 1,3                       | 1,6       | 4,8        |
| Amérindiens                      | 0,5                       | 0,7       | 0,9        |
| Total                            | 100                       | 100       | 100        |
|                                  |                           |           |            |
| Hispaniques et Latino-Américains | 4,7                       | 37,6      | 16,7       |

Selon l'American Community Survey, pour la période 2011-2015, 93,97 % de la population âgée de plus de 5 ans déclare parler l'anglais à la maison, 3,25 % déclare parler l'espagnol, 0,74 % le français et 2,04 % une autre langue.

## Communautés
- Abita Springs
- Bush
- Covington
- Eden Isle
- Folsom
- Lacombe
- Madisonville
- Mandeville
- Pearl River
- Slidell
- Sun